# Саад, Брэндон
Брэндон Саад (англ. Brandon Saad; 27 октября 1992, Питтсбург, Пенсильвания, США) — профессиональный американский хоккеист, крайний нападающий клуба Национальной хоккейной лиги (НХЛ) «Вегас Голден Найтс». Обладатель Кубка Стэнли 2013 и 2015 годов в составе «Чикаго Блэкхокс». Обладатель золотых медалей Юниорского чемпионата мира 2010 года в составе сборной США. Имеет сирийские корни.

## Карьера в НХЛ
Саад был выбран «Чикаго Блэкхокс» на драфте НХЛ 2011 г. во втором раунде под общим 43-м номером. Под 43-м номером начинал свою карьеру в «Чикаго», сейчас выступает под 20-м. Саад является игроком с низшим номером выбора на драфте, сумевшим сыграть в первый же сезон за основную команду «ястребов» со времен драфта 2003. В 2003 Михал Баринка и Лассе Кукконен были 59-м и 151-м, соответственно. Его дебют в НХЛ состоялся 7 октября 2011 года в матче с «Даллас Старз». 12 октября 2011 отправился в молодёжную команду, где был признан лучшим игроком недели, а вскоре назначен капитаном «Сагино Спирит». Сезон OHL 2011/12 завершил с лучшим показателем в лиге — 1.73 очка за игру. Саад вернулся в «Чикаго» 16 апреля 2012 и сыграл первый матч в плей-офф 19 апреля. Своё первое очко в НХЛ набрал 21 апреля 2012, отметившись голевой передачей в игре против «Финикс Койотис».
Во время локаута играл в АХЛ за «Рокфорд Айсхогс». После завершения локаута был включён в основной состав «Чикаго». Свою первую шайбу в НХЛ Саад забросил 5 февраля 2013 года, поразив точным броском ворота Антти Ниеми в матче против «Сан-Хосе Шаркс». Забросив победную шайбу 22 февраля, Саад помог установить «Чикаго» новый рекорд — команда набирала очки в 17-ти матчах подряд со старта сезона; предыдущее достижение было установлено клубом «Анахайм Дакс» и составляло 16 матчей в сезоне 2006-07.
6 мая 2013 Брэндон стал финалистом «Колдер Трофи», трофей в итоге достался Джонатану Юбердо.
24 июня 2013 выиграл свой первый Кубок Стэнли. В финале «Чикаго» победили в 6 играх «Бостон Брюинз».
16 июня 2015 выиграл второй Кубок Стэнли в составе «Чикаго». В финале «ястребы» победили в 6 играх «Тампу-Бэй Лайтнинг». По окончании плей-офф 2015 года Брэндон стал ограниченно свободным агентом и клубу пришлось пожертвовать игроком, чтобы вписаться в потолок зарплат. В результате Саада обменяли в «Коламбус Блю Джекетс», с которым он подписал 6-летний контракт на сумму $36 млн. В первой же игре за новую команду забил гол в большинстве в ворота Хенрика Лундквиста, но «Коламбус» проиграл «Нью-Йорк Рейнджерс» со счётом 2:4.
После 2 сезонов в Колумбусе летом 2017 года был обменян обратно в «Чикаго» на Артемия Панарина. В составе «Индейцев» в первой же игре сезона сделал хет-трик против действующего обладателя Кубка Стэнли — «Питтсбург Пингвинз», а команда выиграла со счётом 10:1. В первых шести матчах набрал 8 очков, но затем сбавил обороты и заработал 35 очков, сыграв все матчи регулярного сезона.
10 октября 2020 года был обменян в «Колорадо Эвеланш» вместе с защитником Деннисом Гилбертом на защитника Никиту Задорова и защитника Антона Линдхольма.

## Семья
У Брэндона есть старший брат Джордж (род. 14 ноября 1990), который выступает в NCAA за «Пенн Стейт Ниттани Лайонз».

## Статистика
| Легенда | Легенда                    | Легенда | Легенда                   | Легенда | Легенда    |
| ------- | -------------------------- | ------- | ------------------------- | ------- | ---------- |
| И       | Количество проведённых игр | Штр     | Штрафное время            | +/−     | Плюс-минус |
| Г       | Голы                       | П       | Голевые передачи          | О       | Очки       |
| -       | Статистика неизвестна      | —       | Статистика не учитывалась |         |            |

## Награды и достижения
- NAHL – Первая сборная звёзд (2008–09)
- NAHL – Новичок года (2008–09)
- Хоккей Челлендж (до 17) – Первая сборная звёзд (2009)
- USDP – Лучший снайпер и бомбардир (2009–10)
- ЮЧМ (до 18) - Золотая медаль (2010)
- OHL - Первая сборная звёзд (2011–12)
- «Уильям Хэнли Трофи» - самому порядочному и благородному игроку OHL (2011–12)
- AHL – Игрок недели (7-13 янв. 2013)
- NHL – Сборная новичков (2012–13)
- NHL – финалист «Колдер Трофи» (2012–13)
- NHL – Кубок Стэнли (2013, 2015)